# 斯廷堡 (紐約州)
斯廷堡（英語：Steamburg）是位於美國紐約州卡特羅格斯縣的非建制地區。

## 歷史
斯廷堡的郵局自1861年營運至今。

## 地理
斯廷堡所處的海拔為高於海平面429米（即1408英呎），而該地所採用的時區為UTC-5，即北美东部时区（EST）。同時該地設有夏令時間，為UTC-5調快一小時，即UTC-4（EDT）。